# Hoppea fastigiata
Hoppea fastigiata là một loài thực vật có hoa trong họ Long đởm. Loài này được (Griseb.) C.B.Clarke mô tả khoa học đầu tiên năm 1883.